# Resource Hacker
Resource Hacker (también conocido como ResHacker o ResHack) es una aplicación freeware de extracción de recursos desarrollada por Angus Johnson para Windows.  Se usa para modificar elementos de programas o del sistema operativo, como iconos, extrayendo recursos de programas ejecutables (.exe), bibliotecas de enlace dinámico (.dll),
y ficheros de recursos (.res).
Johnson indicó en 2002 que no tenía planes de continuar el desarrollo. A su vez propuso la aplicación "XN Resource Editor Archivado el 16 de mayo de 2012 en Wayback Machine." como una alternativa de "código abierto" para aquellos que estaban interesados en el código fuente de la suya propia, ya que apuntó que nunca lo liberará, ni venderá. En 2011 añadió a su recomendación la aplicación Resource Editor como una buena alternativa en desarrollo activo.
Después de haber cancelado el desarrollo, liberó las siguientes actualizaciones:
- El 19 de noviembre de 2009, fue publicada la versión 3.5.2 como beta. Esta versión añadió soporte para ejecutables de 64 bit y para mostrar imágenes PNG.
- El 16 de septiembre de 2011, fue publicada la versión 3.6 con soporte para iconos PNG.
- El 2 de mayo de 2015, fue publicada la versión 4.0.0 como stable.
- El 14 de mayo de 2015, fue publicada la versión 4.1.5 como beta. Rediseño para manejar adecuadamente ficheros RC. Soporte Unicode.
- El 17 de agosto de 2015, fue publicada la versión 4.2.5 como stable. presenta mejoras con respecto a la versión 4.2.0 presentada en junio del 2015.
- El 28 de marzo de 2018, fue publicada la versión 4.6.32 con actualizaciones cosméticas menores.
- El 13 de abril de 2018, fue publicada la versión 4.7.34.
- El 29 de junio de 2018 se actualizó la versión 5.1.1.